# 해물탕

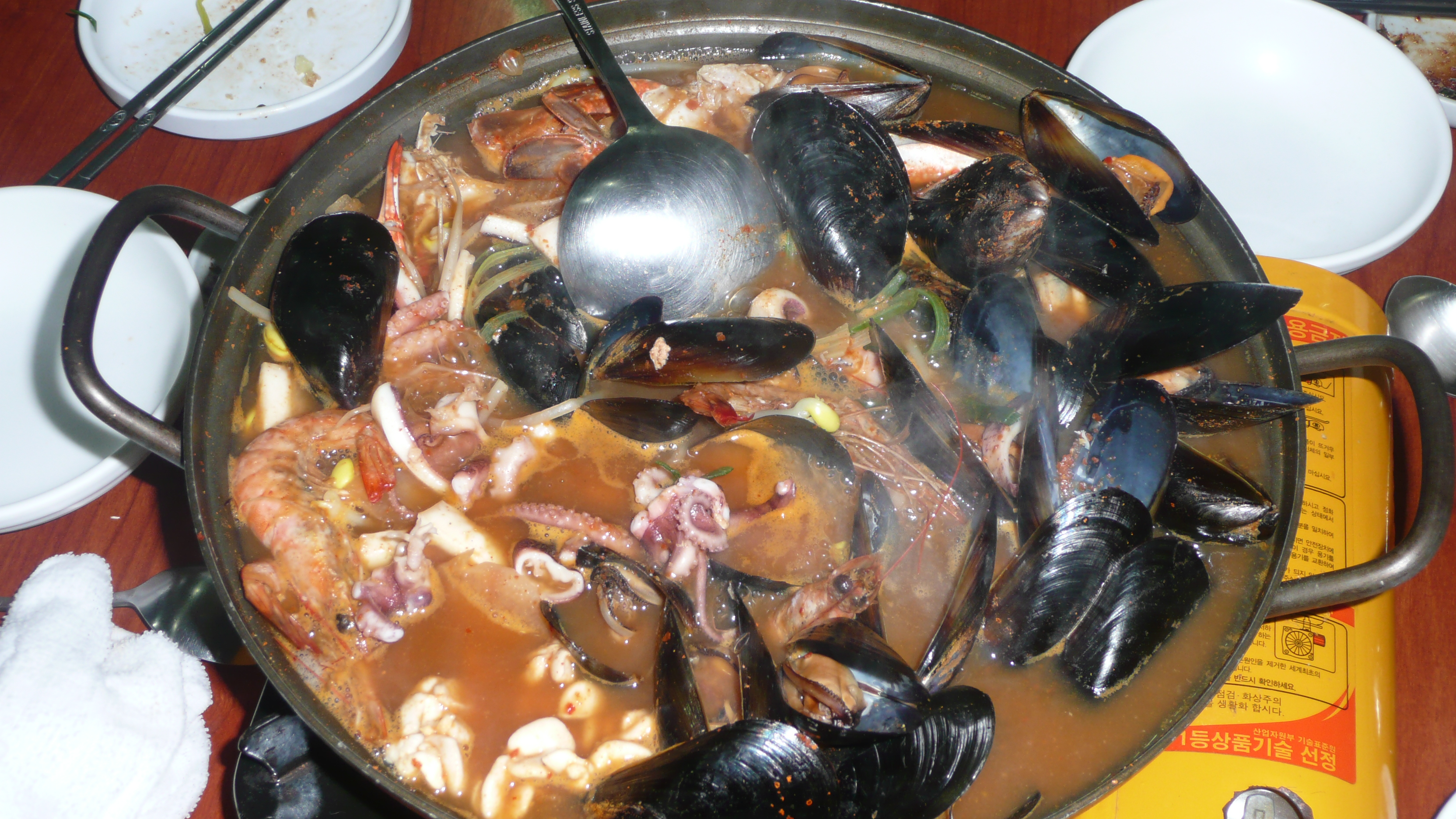
해물탕

해물탕은 한국 요리로서 해산물을 고추장, 고춧가루, 국간장, 조미술, 다진마늘, 생강, 후춧가루 등으로 맛을 낸 육수에 넣고 재료를 섞어 여러 가지 채소와 함께 끓여낸 음식으로, 칼칼하고 시원한 국물맛이 일품인 요리이다.
주재료인 해산물은 꽃게, 오징어, 낙지, 모시조개 등이 있다.
한류와 난류가 만나는 동해안 지역에서 풍족한 어패류를 이용하여 만들어 먹던 음식으로 손님 초대 요리나 술안주에 적당한 요리이다. 라면이나 우동을 넣어 먹기도 한다.

## 같이 보기
- 한국 요리
- 탕